# Un duplex pour trois
 (février 2017).
Si vous disposez d'ouvrages ou d'articles de référence ou si vous connaissez des sites web de qualité traitant du thème abordé ici, merci de compléter l'article en donnant les références utiles à sa vérifiabilité et en les liant à la section « Notes et références ».
Pour les articles homonymes, voir Duplex.
Pour plus de détails, voir Fiche technique et Distribution.
Un duplex pour trois (Duplex) est une comédie germano-américaine réalisée par Danny DeVito, sortie aux États-Unis en 2003.

## Histoire
Le rêve américain : Alex (Ben Stiller), un écrivain new-yorkais qui rédige son deuxième roman est marié à Nancy (Drew Barrymore), rédactrice d'un grand magazine. Ils rêvent de fonder un foyer dans une belle maison. Le duplex qui leur est proposé par l'agent immobilier (Harvey Fierstein) dans le quartier de Brooklyn semble issu d'un rêve. Seul défaut, minime, pensent-ils, l'étage est loué par une vieille dame d'origine irlandaise, Mme Connelly (Eileen Essel), que le bail interdit d'expulser, mais qui semble charmante et en mauvaise santé.
Toutefois, sitôt emménagés, leur vie devient rapidement un enfer : la nuit, Mme Connelly, plus vivace, regarde des rediffusions de séries télévisées (dont Hawaï police d'État) avec le volume à fond ; le jour, elle a toujours un service à demander, tantôt bénin, tantôt très important, qui empêche Alex d'écrire et Nancy de travailler. Elle observe également leurs ébats conjugaux, invite ses amies de la paroisse à répéter un concert qui n'a lieu que deux semaines plus tard, etc. Le couple essaie de répondre à ces situations, mais cela se retourne contre eux. Les catastrophes dues à Mme Connelly ou à ses intrusions s'accumulent, et deviennent de plus en plus caricaturales bien que cela reste ambigu. Nancy commet une erreur d'inattention qui provoque son licenciement, et l'ordinateur d'Alex, avec lequel il venait tout juste d'achever son roman, finit brûlé et écrasé. Pour comble de malheur, le policier (Robert Wisdom) qui enquête à la suite d'une tentative de réanimation sur Mme Connelly, après qu'elle s'est étranglée avec une praline (ce qu'elle dénonce comme une tentative de viol), prend immédiatement parti pour la vieille, rudoyant le jeune couple innocent.
À bout de ressource, Alex et Nancy décident d'éliminer celle qui leur pourrit la vie, d'abord en usant de procédés créatifs mais qui se retournent systématiquement contre eux. Ayant compris que Mme Connelly a la volonté de les faire expulser de leur duplex, ils décident de la supprimer. Renonçant à le faire eux-mêmes, ils font appel à un tueur à gages rencontré quelques mois plus tôt au cours de leur pendaison de crémaillère. Face à la résistance de la vieille Irlandaise, le tueur finit par incendier le duplex accidentellement, laissant la vieille inconsciente. Ne pouvant se résoudre à la voir disparaître de cette façon, Alex et Nancy la sauvent en éteignant l'incendie.
Quelque temps plus tard, ayant trouvé un nouveau logement, ils rendent visite à la vieille en compagnie de l'agent immobilier, pour constater qu'elle ne donne plus signe de vie. Passée la scène de leur réaction à la nouvelle, on retrouve l'agent immobilier dînant en compagnie de Mme Connelly, évidemment vivante et paraissant sensiblement plus jeune, ainsi que le policier. Tout n'était finalement qu'une escroquerie, que le trio a visiblement pratiquée plus d'une fois.

## Fiche technique
- Titre français : Un duplex pour trois ou 1 duplex pour 3
- Titre original : Duplex
- Réalisation : Danny DeVito
- Distribution :  France : TFM Distribution
- Photographie : Anastas N. Michos (de)
- Musique : David Newman
- Montage : Greg Hayden (de) et Lynzee Klingman
- Pays de production :  États-Unis,  Allemagne
- Genre : Comédie noire
- Durée : 89 minutes
- Dates de sortie :
  - États-Unis : 26 septembre 2003
  - Belgique : 19 mai 2004
  - France : 7 juillet 2004

## Distribution
- Ben Stiller (VF : Arnaud Bedouët - VQ : Alain Zouvi) : Alex
- Drew Barrymore (VF : Dominique Léandri - VQ : Aline Pinsonneault) : Nancy
- Eileen Essell (VF : Louise Vincent - VQ : Arlette Sanders) : madame Connelly
- Harvey Fierstein (VF : Bruno Abraham-Kremer - VQ : Jean-Marie Moncelet) : Kenneth
- Justin Theroux (VF : Philippe Vincent - VQ : Marc-André Bélanger) : Coop
- James Remar (VF : François Siener - VQ : Guy Nadon) : Chick
- Robert Wisdom (VF : Mouss Diouf) : officier de police Dan
- Swoosie Kurtz (VF : Louis-Guy Armengaud) : Jean
- Wallace Shawn (VF : Daniel Kenigsberg - VQ : Marc Bellier) : Herman
- Maya Rudolph: Tara
- Amber Valletta (VF : Ludmila Ruoso - VQ : Camille Cyr-Desmarais) : Celine
- Cheryl Klein : Ginger
- Tim Maculan : Terrence
- Jackie Titone : la barmaid
- Eugene Lazarev (VF : Vladimir Melechtchouk) : monsieur Dzerzhinsky
- Danny DeVito (VF : Gérard Boucaron) : le narrateur

## Inspiration
Toutefois, si Jeanne Calment ne se signalait que par une longévité exceptionnelle, Mme Connelly, elle, prend un rôle plus actif dans l'échec de la transaction immobilière.

## Accueil
Le film a reçu sur le site Rotten Tomatoes une évaluation de 35 % et sur Allociné une note moyenne de 2,7/5 de la part des spectateurs.
Roger Ebert du Chicago Sun-Times a attribué au film deux étoiles sur quatre, en indiquant que « les tentatives de meurtre visant Mme Connelly ne provoque pas les rires qu'elles devraient, peut-être parce que quoi qu'elle fasse, elle paraît toujours irrémédiablement être une gentille vieille femme. […] Un duplex pour trois n'est que dans le complot, il essaie d'imposer des émotions que nous ne ressentons pas. Nous ne pouvons pas nous identifier avec Mme Connelly, c'est certain, mais nous ne pouvons pas nous identifier avec Alex et Nancy non plus, parce que nous ne partageons pas leur frustration, parce que nous ne la croyons pas. Il y a trop d'artifice  et pas assez de crédibilité, donc nous ne pouvons qu'apprécier les performances des acteurs en souhaitant qu'elles interviennent dans un film plus convaincant. »
Drew Barrymore a été nommée à la 24e cérémonie des Razzie Awards, pour le prix de la pire actrice pour son rôle dans ce film et dans Charlie's Angels : Les Anges se déchaînent !. Elle perdit néanmoins, au profit de Jennifer Lopez pour son rôle dans Amours troubles.
Pour un budget de 40 millions de dollars, le film a rapporté 9,7 millions de dollars aux États-Unis et 19,3 millions de dollars dans le monde entier.